# Вонджу (одяг)

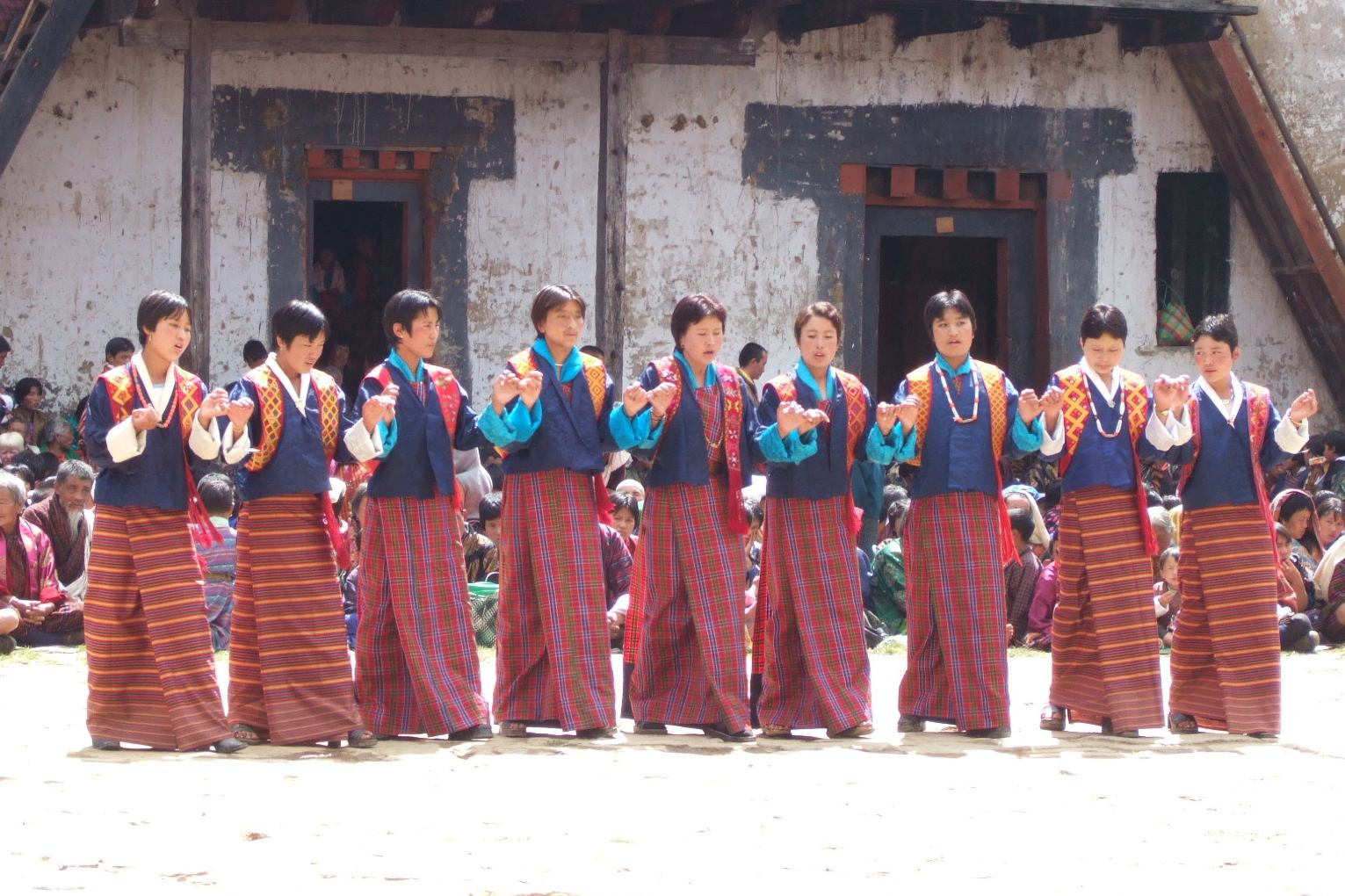
Бутанські дівчата, одягнені в кіра та вонджу

Вонджу (дзонґ-ке འོན་འཇུ་, Вайлі on-'ju, англ. wonju) — блузка з довгими рукавами, яку носять жінки Бутану, одягається під кіра. Зазвичай виготовляється з шовку, поліестера або легкої бавовняної тканини. Вонджу є частиною бутанського національного вбрання, так само як і кіра з тего.